# Kolonia-Łazy
Kolonia-Łazy [kɔˈlɔɲa ˈwazɨ] est un village polonais de la gmina de Wąsosz dans le powiat de Grajewo et dans la voïvodie de Podlachie.